# Otto Aust
Otto Torsten Johan Aust (Gotemburgo, 25 de julio de 1892-Twistringen, Alemania, 12 de octubre de 1943) fue un deportista sueco que compitió en vela en la clase 6 Metre. Participó en los Juegos Olímpicos de Estocolmo 1912, obteniendo una medalla de bronce en la clase 6 Metre.

## Palmarés internacional
| Juegos Olímpicos | Juegos Olímpicos   | Juegos Olímpicos  | Juegos Olímpicos |
| Año              | Lugar              | Medalla           | Clase            |
| ---------------- | ------------------ | ----------------- | ---------------- |
| 1912             | Estocolmo (Suecia) | Medalla de bronce | 6 Metre          |